# Cibiuk
Cibiuk is een bestuurslaag in het regentschap Cianjur van de provincie West-Java, Indonesië. Cibiuk telt 9379 inwoners (volkstelling 2010).